# Импровизация 27 (Сад любви II)
«Импровизация 27 (Сад любви II)» (англ. Improvisation 27 (Garden of Love II), фр. Improvisation 27 (Le Jardin d'amour II)) — абстрактная картина русского художника Василия Кандинского, написанная в 1912 году.

## Описание
Кажется, все указывает на то, что основной темой картины является библейская обстановка Эдемского сада, как по подзаголовку («Сад любви»), так и по элементам, составляющим произведение. В центре изображения большое желтое солнце, от которого исходят красные лучи. Вокруг солнца, которое является единственной чётко распознаваемой фигурой, расположены три пары: одна над солнцем, вторая в правом нижнем углу холста и последняя слева от солнца Трудно отличить змею от искушения, а возможно, пасущуюся лошадь и спящую собаку.
Вместо того, чтобы показывать человеческие фигуры и животных, Кандинский просто предлагает их. Эскизы пар, например, сливаются в уникальные формы, отражая веру Кандинского в то, что идея сада любви может быть выражена без явного изображения физического мира.

## Значение
Кандинский хотел, чтобы его искусство могло общаться само по себе, независимо от натуралистических подсказок. Для него линии и цвет являются основой его «язык» визуальное, которое он сравнивает с музыкой, выражающей чистые эмоции, свободные от каких-либо репрезентаций. Интерес Кандинского к связи искусства и музыки раскрывается в названиях его картин, которые часто описывают произведения как музыкальные формы.

## История
Сад любви был представлен на нескольких выставках. Вскоре после создания эта работа была включена в важную выставку «Синий всадник» в галерее Герварта Вальдена, только что открытой в Берлине, затем в Galerie Der Sturm в том же 1912 году, а в 1913 году это была единственная работа Кандинского на выставке «Armony Show» в Нью-Йорке, где её вскоре прямо с экспозиции приобрёл в свою коллекцию Альфред Штиглиц. В 1988 году полотно было приобретено Метрополитен-музеем.